# Маргат
Маргат, известен също като Маркаб от арабски Qalaat Al-Marqab (قلعة المرقب, „Замък Стражева кула“) е замък близо до Банияс, Сирия, който е бил кръстоносна крепост и една от най-големите цитадели хоспиталиерите. Намира се на около 2 km от брега на Средиземно море и на около 6 km (3,7 mi) южно от Банияс. Замъкът остава в лошо състояние до 2007 г., когато започва неговата реконструкция и ремонт.

## Крепост

### История
Маргат се намира на билото на затихнал вулкан на около 360 m над морското равнище, на пътя между Триполи и Латакия, откъдето се открива гледка към Средиземно море.
Според арабски източници на това място укрепление за първи път възниква през 1062. Скоро след това то е завладяно от християнското княжество Антиохия след първия кръстоносен поход. Когато княжеството през 1104 влиза в конфликт с Византийската империя съседите му се възползват от тази слабост и завладяват Маргат отново за мюсюлманите. Няколко години по-късно замъкът е завладян от Танкред, принц на Галилея и регент Антиохия, който го връща в състава на княжеството. Този акт е узаконен с договор от 1116, когато ибн Мухриз заменя Маркаб за други земи на Роже Салернски, регент на Антиохия.
През 1170-те години Маргат се контролира от Рейнал Мазоар, васал на графа на Триполи. Със своите четиринадесет кули крепостта е твърде голяма, което затруднява нейната поддръжка и налага назначаването на дворцов персонал или създаването на по-дребни васали (вавасори) на крепостта. Поради това синът на Рейнал Бертран продава замъка на хоспитиерите през 1186 г. След известна корекция и разширяване военномонашеския орден превръка Маргат в своя главна щаб-квартири в Сирия.
През 1188 г., Саладин провежда успешна военна кампания в района, но според хронистът Абу Фида заобикаля Крак де Шевалие и Маргат в търсене на по-лесна плячка. Това е един от малкото останали територии, изоставени в християнски ръце след завоеванията на Саладин.
До началото на XIII век хоспиталиерите контролират околните земи и пътища, от-което извеждат съществени печалби от преминаващи търговци и поклонници. Исак Комнин Кипърски е вкаран в затвора на Маргат и, след като Ричард I Лъвското Сърце завладява Кипър по време на третия кръстоносен поход. Епископът на Банияс също така използва Маргат за седалище след 1240 година.
През септември 1281 хоспиталиерите от Маргат изпращат контингент от войски за подкрепа на илханомонголската инвазия в Сирия, която Мамлюкският султан на Египет Ал-Мансур Калауун успешно предотвратява след победата над коалицията при Хомс. За да накаже хоспиталиерите, Ал-Мансур Калауун тайно събира армия в Дамаск и обсажда Маргат на 17 април 1285. След 38-дневната обсада, по време на която сапьори и миньори прокопават тунели под крепостните стени, с мини е разрушен перваза на южната стена. Защитниците са в паника от мисълта колко много тунели са издълбани около крепостта и се предават на командира на мамелюците Фахр ад-Дин Mукри на 23 май, а Калауун идва в Маргат два дни по-късно. На обсадата е свидетел единадесетгодишния Абул Фида, чиито баща е Айюбидски управител на Хама. Ал-Мансур Калауун позволява на хоспиталиерите да напуснат крепостта с всичко, което може да се отнесе. Той не унищожава Маргат, както прави с други крепости и поставя там силен гарнизон, поради стратегическото значение на укреплението.
Marqat, известен като Mаркаб сред мюсюлманите, е превърнат в район на-мамелюкската провинция Триполи, администриран и финансиран от султана. Пътешественикът Ибн Батута посещава крепостта и посочва, че извън нея е изградено предградие за чужденци, на които не е позволено да влязат в крепостта. Ръководителят на района има за седалище крепостта Маркаб и е удостояван с военен чин емир на 20 мамелюци. Той е отговорен за опазване на крайбрежията, по-специално от заплахи от остров Кипър и поддържане на охранителните кули и наблюдателните пунктове. По време на Мамелюкския Бурджи период, Маркаб е добре известен в региона имперски затвор. През XV век мюсюлманският историк Халил Ал Захири сочи, че крепостта Маркаб е сред най-важните обекти в Триполитанската провинция и контролира територия, съдържащи множество села.
В рамките на Османската ера, Маргат става административен център на кааза със същото име, която съдържа три нахии („общини“) &endash; Маргат, Кадмус и Хаваби. През 1890-те години каузата има общо 393 населени места с колективно население от 39 671, от които 21 121 са алевити. Доминира производството на селскостопански стоки – маслини, лук, тютюн, коприна, които най-често се продават в Бейрут. Крепостта е резиденция на каймакам („военен губернатор“) до 1884 г., когато седалището е прехвърлено в Банияс.

### Архитектура
Замъци в Европа са комфортни жилища на своите стопани и действат като центрове на управление. В Леванта необходимостта от защита е от първостепенно значение и това е отразено в плана на левантинския замък. Историкът Хю Кенеди предполага, че „замъкът е научно разработена бойна машина, която несъмнено достига своя апогей в големите строителни обекти, като Маргат и Крак де Шевалие.“ Както Крак де Шевалие и Маргат разполага с много от типичните елементи на концентричния тип замък. Входът се осъществява през надвратна кула, а забележителна черта на вътрешната отбрана е голямата кръгла кула, понякога наричана донжон. За разлика от Крак де Шевалие, Маргат разполага с голяма външна стена, което му дава по-голяма обща площ.

## Село Ал-Mаркаб
Днешното село Ал-Mаркаб (на арабски: المرقب) се намира на север от замъка по пътя, водещ към пристанищния град Банияс. Близките населени места включват в Талин на изток, Осайба на югоизток и Басатин Ал-Асад и Ал-Байда на юг. Според данни на Централно бюро по статистика (Сирия) (ЦСБ), Маркаб има население от 2618 жители при преброяването през 2004 година. Местните жители са предимно мюсюлмани-сунити. Заедно с Басатин Ал-Асад, Ал Байде и Банияс формират анклав в квартал, населен предимно членове на алевитската общност.
В предградията, съществували извън крепостта поне до края на XII век, по време на властта на кръстоносците, се произвежда шмак, вино, бадеми, смокини и керамика. През 1325 Северноафриканският географ Ибн Батута посещава предградията. През 1938 г. Ал-Mаркаб стои в подножието на крепостта и е сред петте сунитски мюсюлманските села в района, в който също има няколко представители на алевиите, Православната, Гръко-католическата и Маронитската църкви. През 1945 година, в края на френския мандат, Ал Mаркаб има население от 832 души. Като се започне от 1968 г., се наблюдава значителен просперитет след изграждането на иракската петролна компания и нейните тръбопроводи до петролното пристанище Банияс.